# Focuri sub zăpadă
Focuri sub zăpadă este un film neterminat din 1941. Proiectul, în regia lui Marin Iorda, este opera scriitorului Victor Ion Popa care a scris scenariul acestui film într-o singură noapte.

## Prezentare
Un tânăr arhitect (Bărbulescu) este bănuit de crimă. Este urmărit de poliție și se ascunde printre muncitorii unei exploatări forestiere. El trebuie să-și dovedească nevinovăția și să-l găsească pe adevăratul criminal.

## Distribuție
- Irina Răchițeanu ca Maria
- Constantin Bărbulescu ca Andrei Bunescu
- Ștefan Iordănescu-Bruno
- Aurel Rogalschi ca Geo
- Dan Demetrescu ca Toto
- Victor Antonescu ca George Dumitrescu
- Călin Bodnărescu ca Radu Gheorghiu
- Lică Radulescu ca bancherul Valerianos
- Cezar Rovintescu ca administratorul exploatării forestiere